# 雷德 (北莱茵-威斯特法伦州)
雷德（德語：Rhede，發音：[ˈʁeːdə] ⓘ）是德国北莱茵-威斯特法伦州明斯特行政区博尔肯县的城市，总面积78.65平方千米，2023年12月31日总人口为19,837人。